# Близький контакт

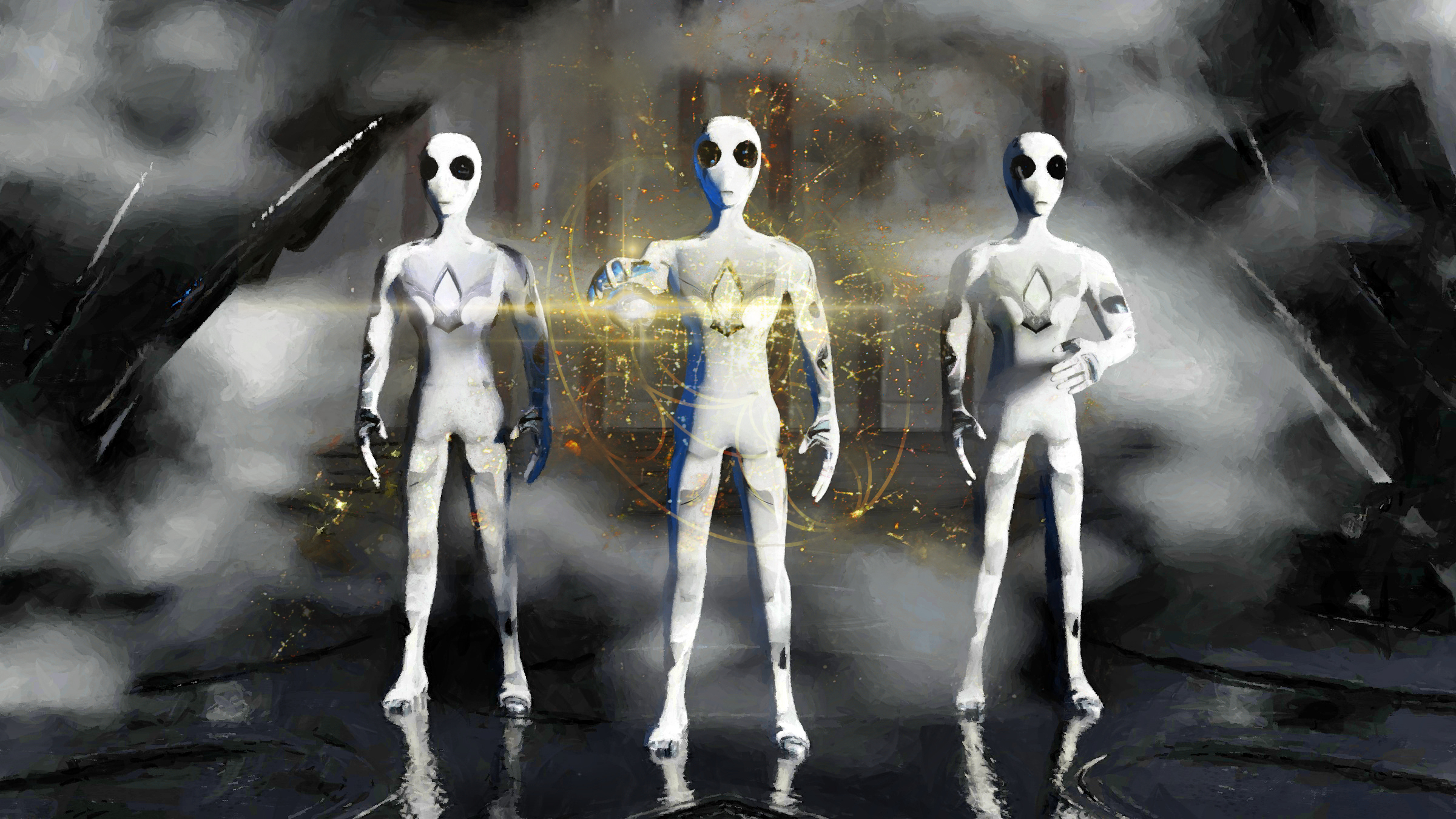
Художнє зображення іншопланетян

В уфології близьким контактом називається подія, при якій людина стає свідком непізнаного літаючого об'єкта. Ця термінологія і система класифікації була введена астрономом і дослідником НЛО Джозефом Алленом Гінеком в його книзі «Досвід з НЛО: наукове розслідування» (1972 р.). Він ввів перші три типи контактів. Решта підтипів близьких контактів були пізніше додані іншими уфологами, проте ці додаткові категорії не є загальноприйнятими поняттями серед дослідників НЛО внаслідок того, що вони відходять від наукової строгості, яку Гінек намагався принести в уфологію. Три типи контактів ще називають Шкалою Гінека (англ. Hynek's scale).
Спостереження на відстані більше ніж 160 м від свідка класифікуються як «Денні диски», «Нічні вогні», або «Радар/Візуальне спостереження». Спостереження в межах 160 м поділяються на кілька видів «близького контакту». Хайнек і інші дослідники стверджували, що близький контакт повинен відбуватися в межах 160 м, щоб значно зменшити або усунути можливість помилкового впізнання звичайних літаків або інших відомих явищ.
Шкала Хайнекен стала широко відома, коли на екрани вийшов фільм «Близькі контакти третього ступеня» (1977 р.) у назві якого використовується третій рівень шкали. Рекламні плакати фільму описували три рівні шкали, і сам Хайнек зіграв епізодичну роль в кінці фільму.

## Шкала Гінека

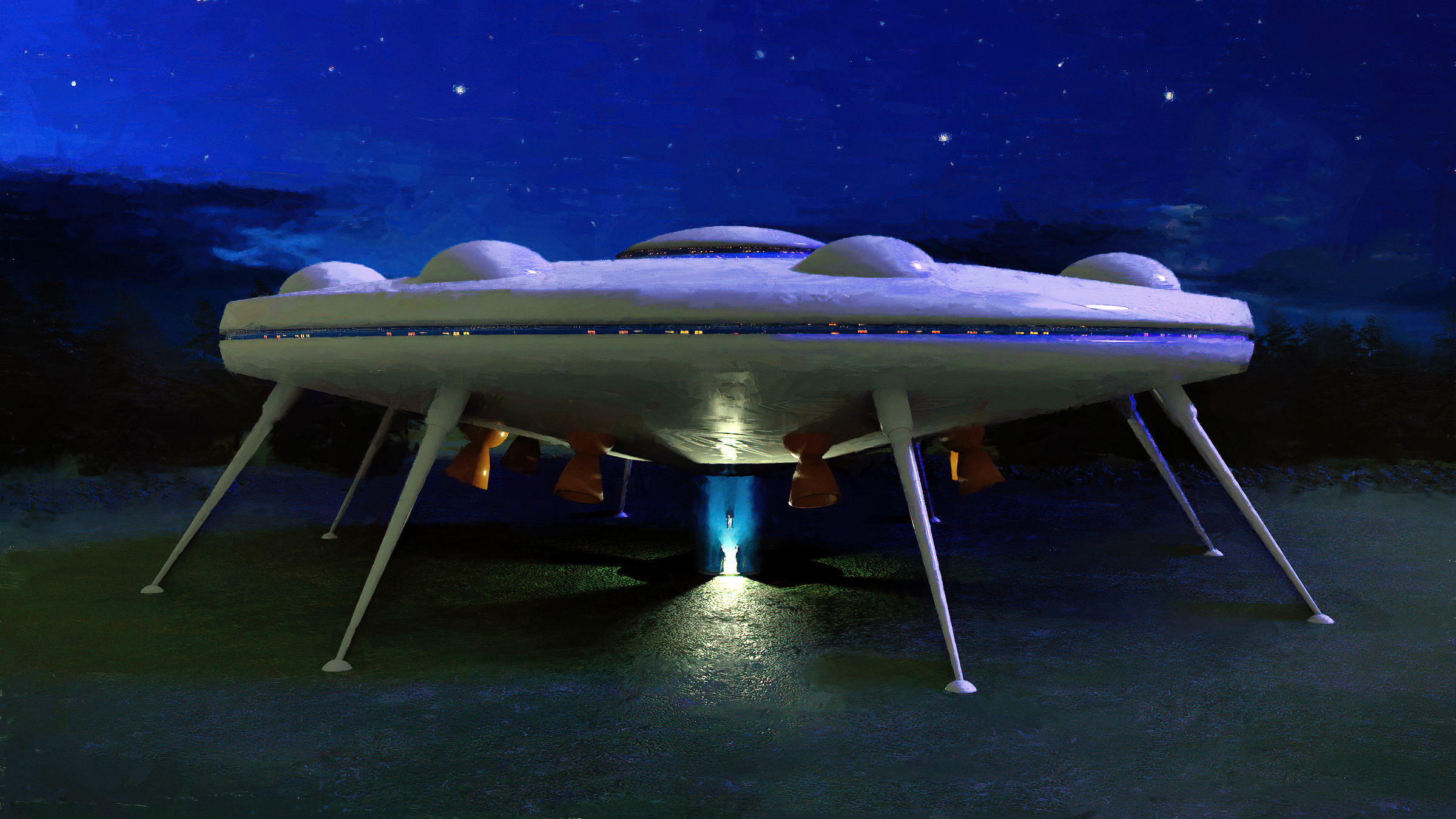
Художнє зображення приземлення іншопланетного апарата

### Перший тип контактів
Спостереження одного або декількох непізнаних літаючих об'єктів:
- Літаючі тарілки
- Дивні вогні
- Повітряні об'єкти, які не співвідносяться з існуючими технологіями

### Другий
Спостереження НЛО і пов'язаних з ними фізичних ефектів, у тому числі:
- Тепло або випромінювання
- Пошкодження місцевості
- Кола на полях — ймовірні сліди на місці посадки
- Параліч людини (заціпеніння)
- Перелякані тварини
- Перешкоди в роботі двигунів чи прийомі радіосигналів
- Ефекти з часом: прогалини в пам'яті, пов'язані з НЛО[5]

### Третій
Спостереження тих, кого Гінек назвав «живі істоти». Гінек свідомо вибрав трохи розпливчастий термін «живі істоти», щоб описати істот, пов'язаних з НЛО без здійснення будь-яких необґрунтованих припущень щодо походження або природи цих істот. Гінек розглядає цих істот не обов'язково як «іншопланетян» або «прибульців». Крім того, Хайнек надалі відчував незручність зі звітами подібного типу контакту, але вважав науковим зобов'язанням включити такі контакти в шкалу, тим більше, що вони представляють значну меншість контактів з НЛО.

#### Підтипи Блочера
Дослідник НЛО Тед Блочер запропонували шість підтипів близьких контактів третього роду в шкалі Хайнекен:
- A: Істота спостерігається тільки всередині НЛО
- B: Істота спостерігається усередині і зовні НЛО
- C: Істота спостерігається поряд з НЛО, але не направляється ні всередину, ні назовні.
- D: Спостерігається істота. НЛО відсутній, але були повідомлення про спостереження НЛО в цьому районі приблизно в цей же час.
- E: Спостерігається істота. Відсутні НЛО та повідомлення про діяльність НЛО в цьому районі.
- F: Відсутні істота і НЛО, але є «розумний контакт»

### Четвертий
Людина викрадається непізнаним літаючим об'єктом або його мешканцями. Цей тип близького контакту не був включений у шкалу Хайнекен.
Жак Валле, колишній колега Гінека, вважав, що близький контакт 4-го роду повинен описуватися як: «випадки, коли свідки відчувають перетворення їх почуття реальності» для того, щоб включити в цей тип інші випадки, коли безглузді або казкові події пов'язуються з контактами з НЛО.

### П'ятий
Ці ймовірні контакти, введені Стівеном Гріром, є обопільними двосторонніми подіями при яких здійснюється контакт з позаземним розумом. Вони дуже схожі на твердження деяких «контактерів» 1950-х років, які заявляли, що здійснювали регулярний зв'язок з доброзичливими прибульцями.
Хоча характер цього двостороннього зв'язку, як правило, є телепатичним, учасники цього типу контакту зазвичай стверджують, що не є екстрасенсами. Вони вважають себе контактерами, оскільки контакт, принаймні на початковому етапі, є одностороннім зв'язком, що походить від позаземного розуму до суб'єкта. Всупереч поширеній думці, не всі контактери в цій групі вважають їх контакт результатом взаємодії з інопланетянами.

### Шостий
На Web-сайті Майкла Нейсбітта шостий запропонований сценарій близького контакту описується як інцидент за участю НЛО, результатом якого є травми або смерть. Ця категорія не була включена в шкалу Хайнекен і крім того надлишкова: близькі контакти 2-го роду в шкалі Хайнекен включали контакти з НЛО, які залишають прямі речові докази будь-якого роду.

### Сьомий
Проект Енциклопедія Чорного сховища (Black Vault Encyclopedia Project) вводить поняття близького контакту сьомого роду. Воно описується як спарювання між людиною та прибульцем, результатом якого є поява гібрида, часто званого «Зоряною дитиною». Ця концепція схожа на ідеї, пропаговані прибічниками теорії древніх астронавтів, в тій частині, що прибульці контактували, можливо схрещувалися й істотно впливали на стародавню людину в минулому.
Однак, поняття близького контакту 7-го роду розходиться з оригінальними концепціями Гінека. В описі близького контакту 3-го роду Гінек спеціально уникав опису істот, які керують НЛО, як «прибульці» або «іншопланетяни», стверджуючи, що відсутні достатньо доказів для визначення чи є у істот, пов'язаних з НЛО об'єктивна фізична реальність, не кажучи вже про підтвердження їх походження чи мотивів.